# NASCAR Winston Cup de 1986
A Temporada da NASCAR Winston Cup de 1986 foi a 38º edição da Nascar, com 29 etapas disputadas o campeão foi Dale Earnhardt.

## Calendário
| N. | Data   | Corrida                   | Circuito                        | Vencedor         | Segundo         | Terceiro         |
| 1  | 16-feb | Daytona 500               | Daytona International Speedway  | Geoff Bodine     | Terry Labonte   | Darrell Waltrip  |
| 2  | 23-feb | Miller High Life 400      | Richmond International Raceway  | Kyle Petty       | Joe Ruttman     | Dale Earnhardt   |
| 3  | 2-mrt  | Goodwrench 500            | North Carolina Speedway         | Terry Labonte    | Harry Gant      | Richard Petty    |
| 4  | 16-mrt | Motorcraft 500            | Atlanta Motor Speedway          | Morgan Shepherd  | Dale Earnhardt  | Terry Labonte    |
| 5  | 6-apr  | Valleydale 500            | Bristol Motor Speedway          | Rusty Wallace    | Ricky Rudd      | Darrell Waltrip  |
| 6  | 13-apr | TranSouth 500             | Darlington Raceway              | Dale Earnhardt   | Darrell Waltrip | Bobby Allison    |
| 7  | 20-apr | First Union 400           | North Wilkesboro Speedway       | Dale Earnhardt   | Ricky Rudd      | Geoff Bodine     |
| 8  | 27-apr | Sovran Bank 500           | Martinsville Speedway           | Ricky Rudd       | Joe Ruttman     | Terry Labonte    |
| 9  | 4-mei  | Winston 500               | Talladega Superspeedway         | Bobby Allison    | Dale Earnhardt  | Buddy Baker      |
| 10 | 18-mei | Budweiser 500             | Dover International Speedway    | Geoff Bodine     | Bobby Allison   | Dale Earnhardt   |
| 11 | 25-mei | Coca-Cola 600             | Charlotte Motor Speedway        | Dale Earnhardt   | Tim Richmond    | Cale Yarborough  |
| 12 | 1-jun  | Budweiser 400             | Riverside International Raceway | Darrell Waltrip  | Tim Richmond    | Ricky Rudd       |
| 13 | 8-jun  | Miller High Life 500      | Pocono Raceway                  | Tim Richmond     | Dale Earnhardt  | Cale Yarborough  |
| 14 | 15-jun | Miller American 400       | Michigan International Speedway | Bill Elliott     | Harry Gant      | Geoff Bodine     |
| 15 | 4-jul  | Firecracker 400           | Daytona International Speedway  | Tim Richmond     | Sterling Marlin | Bobby Hillin Jr. |
| 16 | 20-jul | Summer 500                | Pocono Raceway                  | Tim Richmond     | Ricky Rudd      | Geoff Bodine     |
| 17 | 27-jul | Talladega 500             | Talladega Superspeedway         | Bobby Hillin Jr. | Tim Richmond    | Ricky Rudd       |
| 18 | 10-aug | Budweiser At The Glen     | Watkins Glen International      | Tim Richmond     | Darrell Waltrip | Dale Earnhardt   |
| 19 | 17-aug | Champion Spark Plug 400   | Michigan International Speedway | Bill Elliott     | Tim Richmond    | Darrell Waltrip  |
| 20 | 23-aug | Busch 500                 | Bristol Motor Speedway          | Darrell Waltrip  | Terry Labonte   | Geoff Bodine     |
| 21 | 31-aug | Southern 500              | Darlington Raceway              | Tim Richmond     | Bobby Allison   | Bill Elliott     |
| 22 | 7-sep  | Wrangler Jeans Indigo 400 | Richmond International Raceway  | Tim Richmond     | Dale Earnhardt  | Morgan Shepherd  |
| 23 | 14-sep | Delaware 500              | Dover International Speedway    | Ricky Rudd       | Neil Bonnett    | Kyle Petty       |
| 24 | 21-sep | Goody's 500               | Martinsville Speedway           | Rusty Wallace    | Geoff Bodine    | Harry Gant       |
| 25 | 28-sep | Holly Farms 400           | North Wilkesboro Speedway       | Darrell Waltrip  | Geoff Bodine    | Richard Petty    |
| 26 | 5-okt  | Oakwood Homes 500         | Charlotte Motor Speedway        | Dale Earnhardt   | Harry Gant      | Neil Bonnett     |
| 27 | 19-okt | Nationwise 500            | North Carolina Speedway         | Neil Bonnett     | Ricky Rudd      | Darrell Waltrip  |
| 28 | 2-nov  | Atlanta Journal 500       | Atlanta Motor Speedway          | Dale Earnhardt   | Richard Petty   | Bill Elliott     |
| 29 | 16-nov | Winston Western 500       | Riverside International Raceway | Tim Richmond     | Dale Earnhardt  | Geoff Bodine     |

## Classificação final - Top 10
| 1  | Dale Earnhardt   | 4468 |
| 2  | Darrell Waltrip  | 4180 |
| 3  | Tim Richmond     | 4174 |
| 4  | Bill Elliott     | 3844 |
| 5  | Ricky Rudd       | 3823 |
| 6  | Rusty Wallace    | 3757 |
| 7  | Bobby Allison    | 3698 |
| 8  | Geoff Bodine     | 3678 |
| 9  | Bobby Hillin Jr. | 3541 |
| 10 | Kyle Petty       | 3537 |